# Арність
У математиці а́рністю (чи містністю) предиката, операції чи функції називається кількість її аргументів, чи операндів.
Слово утворилося від узагальнення слів: унарний (один аргумент), бінарний (два аргументи), тернарний (три аргументи).
Загалом предикат з {\displaystyle n} аргументами називають {\displaystyle n}-арним.